# Orsola Ferrari
Orsola Ferrari Poma (detta Lina; Mantova, 1831 – Mantova, 1915) è stata una pittrice italiana.

## Biografia
Detta in famiglia Orsolina e Lina, era una sorella minore di Matilde Ferrari, il primo amore di Ippolito Nievo. Era figlia di Ferdinando Ferrari e di Maria Ballet, francese di origine (1808-1885). La famiglia Ferrari in estate soggiornava nella villa di campagna nel Fondo di San Giovanni a Roncoferraro (Mantova), di proprietà dei marchesi padovani Plattis che erano parenti di Ippolito Nievo; in inverno viveva a Mantova, in Contrada San Domenico (oggi Via Mazzini 18). La campagna mantovana, con i gelsi frondosi e i viali di platani, torna nella visione pittorica di Lina Poma, in particolare nei toni caldi e autunnali.
I coniugi Ferrari ebbero dieci figli: Luigi (1828-1870), Matilde (1830-1868), Orsola (1831-1915, detta Lina), Elena (1833-1938), Alessandro (1837-1922, garibaldino nel 1860), Emilio (1841-1919), Arturo (1847-1875), inoltre Arturo (1836) e Lavinia (1849- 1919), probabilmente morti alla nascita e Daria chiamata Poupé (1853-1854).

Estroversa, capelli chiari e occhi azzurri, Lina fece innamorare Attilio Magri, un amico di Ippolito Nievo. Attilio e Ippolito si recarono più volte in visita a casa Ferrari, dove le serate erano allegre e piacevoli: ragazze cantavano, suonavano il pianoforte e sapevano anche tirare di scherma. Alla rottura del fidanzamento con Matilde, determinato dalla gelosia, Ippolito Nievo scrisse un'operetta satirica in versi - L'antiafrodisiaco per l'amor Platonico - una sorta di antidoto contro il dolore provocato dalla disillusione amorosa. In quei versi Nievo si scagliava contro tre donne di casa Ferrari: Matilde, Orsola e la loro madre.
Attilio continuò invece a frequentare la famiglia Ferrari.
Orsola sposò Luigi Poma (fratello di Carlo Poma, uno dei Martiri di Belfiore) e insieme ebbero quattro figli: Ugo, Carlo, Alessandro e Silvio. Oggi è comunemente nota come Lina Poma. Era una donna forte e attiva, uno spirito libero, secondo gli insegnamenti liberali e patriottici della madre. Da piccola aveva coltivato le arti minori femminili tipiche dell'Ottocento come il ricamo realizzato con veri capelli. Gli eredi ne conservano uno straordinario esempio: un paesaggio invernale fatto con capelli neri e bianchi.
Pittrice raffinata di ritratti e di paesaggi, Lina Poma è stata allieva del pittore veronese Vincenzo Cabianca. Si racconta che, da sola, guidando un carrozzino, si recasse da Mantova a Verona per prendere lezioni dal suo maestro, da cui trasse il gusto per la pennellata liquida e lucente. Caritatevole e amorosa, aveva fatto visita in carcere ai Martiri di Belfiore e aveva assistito i feriti durante la Seconda guerra d'indipendenza, che in gran parte si combatté nel mantovano. Lina Poma soggiornava per lunghi periodi a Tavernola Bergamasca, sulle rive del Lago d'Iseo, dove i Poma possedevano una villa. Tra i suoi dipinti ci sono vedute del lago e di verdeggianti giardini in riva al lago.
Il più noto ritratto dipinto da Lina Poma è quello di sua sorella Matilde.
All'Archivio di Stato di Mantova è recentemente arrivato il Fondo Dario Ferrari che contiene lettere di Matilde Ferrari a suo fratello Luigi che viveva in Messico. In queste lettere si parla diffusamente anche di Orsola.